# Tranvia Biella-Borriana
La tranvia Biella-Borriana era la più moderna di un insieme di linee tranviarie extraurbane che si diramavano da Biella che a partire dal 1926 consentiva il collegamento con Borriana.
Penalizzata da un orientamento non favorevole ai trasporti su ferro, che portò alla soppressione dell'intera rete tranviaria e di quella delle complementari ferrovie economiche, la linea fu soppressa nel 1951, dopo soli venticinque anni di esercizio.

## Storia

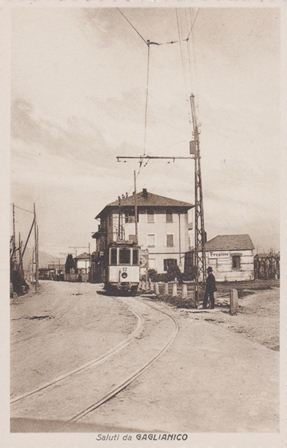
Fermata di Gaglianico

La Società Anonima Biella-Oropa per la Trazione Elettrica (SABOTE), che aveva espresso l'intenzione di disporre di una propria rete tranviaria complementare rispetto a quella delle ferrovie economiche gestite dalle Ferrovie Elettriche Biellesi, attivò la terza e ultima relazione di tale rete, fra Biella e Sandigliano, il giorno 10 ottobre 1925.
Iniziati nel novembre dello stesso anno i lavori di prolungamento, l'inaugurazione della tratta Sandigliano-Borriana si tenne il 1º ottobre 1926.
Nel 1945 la tranvia registrò il massimo valore di traffico, pari a 1.223.267 passeggeri trasportati, a testimonianza della funzione di trasporto di massa che l'insieme delle linee gestite dalla SABOTE aveva assunto.
Nel dopoguerra, tuttavia nel periodo 1946-1950, il traffico prese a calare a causa della concorrenza della motorizzazione privata, causando una perdita di esercizio per la società di gestione che sulla linea in questione non registrava neppure un traffico merci significativo.
La minore attenzione posta in tale periodo rivolta ai sistemi di trasporto su ferro scoraggiò altresì i necessari investimenti per il rinnovo degli impianti. In tale clima nel 1951 fu avviato un servizio automobilistico sostitutivo, che portò alla soppressione ufficiale della tranvia il 27 settembre dello stesso anno, dopo soli venticinque anni di esercizio.

## Caratteristiche
| Unknown route-map component "uexKBHFa" |

| Unknown route-map component "uexHST" |

| Unknown route-map component "uexHST" |

| Unknown route-map component "uexHST" |

| Unknown route-map component "uexHST" |

| Unknown route-map component "uexHST" |

| Unknown route-map component "uexHST" |

|  | Unknown route-map component "uexCONTgq" | Unknown route-map component "uexABZql" | Unknown route-map component "uexBHFq" | Unknown route-map component "uexCONTfq" |

La tranvia era armata con scartamento ridotto da 950 mm, analogamente alle altre linee gestite dalla SABOTE e a quelle esercite dalle Ferrovie Elettriche Biellesi; analogamente, l'elettrificazione era alla tensione continua di 850 V. La lunghezza totale misurava 8,446 km di cui 4,17 in sede propria.
Da Biella a Sandigliano il binario risultava quasi interamente su sede stradale, mentre il prolungamento Sandigliano-Borriana fu invece realizzato in sede propria attraversando un'area allora intensamente coltivata.

### Percorso
Partiti dalla stazione di Biella, che venne ampliata appositamente con nuovi binari per ospitare i treni destinati alle nuove relazioni, i tram si inoltravano lungo via Cottolengo dalla quale si distaccavano mediante un tratto in sede propria lungo 620 m costruito per evitare il passaggio a livello allora presente lungo il tracciato originario della ferrovia Biella-Santhià.
Superato dunque Gaglianico e raggiunta Sandigliano il binario piegava verso ovest, procedendo fra i campi coltivati, fino a raggiungere il capolinea di Borriana.

## Materiale rotabile
Sulla linea di Borriana furono impiegate elettromotrici di vario tipo, acquisite negli anni dalla SABOTE per l'esercizio sulla tranvia Biella-Oropa e sulla ex ferrovia Biella-Mongrando.
Nel 1936 il materiale rotabile, comune alla linea per Mongrando, comprendeva undici elettromotrici, due rimorchiate a due assi, dieci rimorchiate a carrelli e nove carri merci.